# Callindra gigantea
Callindra gigantea là một loài bướm đêm thuộc phân họ Arctiinae, họ Erebidae.